# Лапчатка норвежская
Лапча́тка норве́жская (лат. Potentílla norvégica) — однолетнее или малолетнее (двулетнее, иногда трёхлетнее или четырёхлетнее) травянистое растение, вид рода Лапчатка (Potentilla) семейства Розовые (Rosaceae).

## Ботаническое описание
Корень простой, волокнистый.

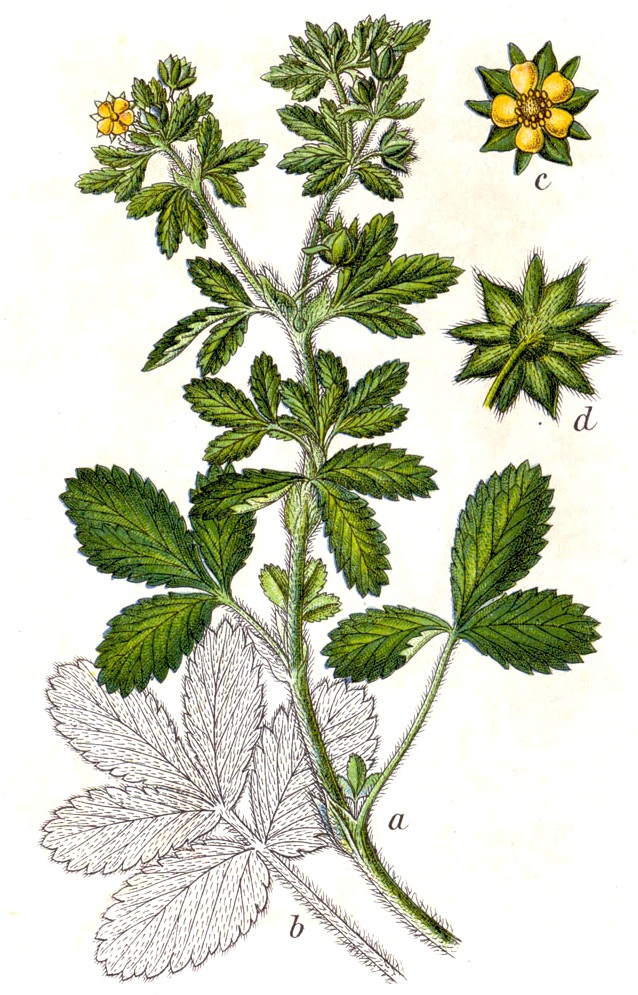

Стебли 15—50 см высотой, одиночные или по нескольку, обычно прямостоящие, многолистные, кверху вильчато-ветвящиеся, покрытые оттопыренными жёсткими волосками.
Листья обычно тройчатые, изредка нижние пятерные или благодаря рассечённому конечному листочку перистые, пятерные или семерные; прилистники широкояйцевидные, реже ланцетные, острые, цельнокрайные, реже снаружи крупнозубчатые. Листочки из клиновидного основания обратнояйцевидные или продолговатые, крупно и неравномерно пильчатые, с обеих сторон жестковато-оттопыренно-волосистые.
Цветки многочисленные, несколько скученные; цветоножки по отцветании прямостоящие; чашечка волосистая, по отцветании разрастающаяся; чашелистики вначале равновеликие, продолговато-ланцетные, острые, по отцветании наружные длиннее и шире внутренних, листовидные, часто рассечённые; лепестки мелкие, обратнояйцевидные, равны или короче чашелистиков. Столбик почти верхушечный, сильно утолщённый при основании, равен по длине зрелой семянке или короче её. Цветёт в июне — сентябре.
Плоды — многочисленные, мелкие, яйцевидные, мелкоморщинистые семянки.
Вид описан из Норвегии.

## Распространение
Северная Европа (Дания, Финляндия), Центральная Европа (Австрия, Чешская Республика, Польша, Словакия), Южная Европа (Италия, Румыния, Словения). На территории бывшего СССР — Беларусь, Эстония, Латвия, Литва,Молдова, Украина, Россия (Европейская часть России (кроме юга), Западная Сибирь — Алтай, Курганская, Новосибирская, Омская, Тюменская области, Восточная Сибирь — Бурятия, Читинская, Иркутская, Кемеровская, Томская области, Красноярский край, Тыва, Якутия), Дальний Восток — Камчатка, Амурская область, Приморье. Монголия (север); Северная Америка, Канада (Северо-Западные территории, Юкон, Нью-Брансуик, Ньюфаундленд, Новая Шотландия, Онтарио, остров Принца Эдуарда, Квебек, Альберта, Британская Колумбия, Манитоба, Саскачеван), США (Аляска, Коннектикут, Индиана, Мэн, Массачусетс, Мичиган, Нью-Гэмпшир, Нью-Джерси, Нью-Йорк, Огайо, Пенсильвания, Род-Айленд, Вермонт, Западная Виргиния, Айова, Канзас, Миннесота, Орегон, Вашингтон, Вайоминг, Делавэр, Кентукки, Мэриленд, Северная Каролина, Южная Каролина, Теннесси, Виргиния, Нью-Мексико, Техас, Аризона, Калифорния, Юта).
Растёт по краям полей и дорог, по паровым полям, огородам, пустошам, берегам рек, вырубкам, вблизи жилья.

## Хозяйственное значение и использование
Скотом поедается выборочно или совсем не поедается.

## Таксономия
- Potentilla norvegica L., 1753, Sp. Pl. : 499

Вид Лапчатка норвежская относится к роду Лапчатка (Potentilla) семейства Розовые (Rosaceae) порядка Розоцветные (Rosales), последовательно входящего в более крупные клады Фабиды → Розиды → Суперрозиды → Эвдикоты → Цветковые растения. Таксономическая схема в соответствии с Системой APG IV по состоянию на июнь 2024 года:
|  |                          |  |                                   |                                   |                   |  | еще 8 семейств | еще 8 семейств |                         |  |  |  | еще 551 подтвержденный вид и 925 видов, ожидающих подтверждения |
|  |                          |  |                                   |                                   |                   |  | еще 8 семейств | еще 8 семейств |                         |  |  |  | еще 551 подтвержденный вид и 925 видов, ожидающих подтверждения |
|  |                          |  |                                   | порядок Розоцветные               |                   |  |                |                | род Лапчатка            |  |  |  |                                                                 |
|  |                          |  |                                   | порядок Розоцветные               |                   |  |                |                | род Лапчатка            |  |  |  |                                                                 |
|  | клада Цветковые растения |  |                                   |                                   | семейство Розовые |  |                |                | вид Лапчатка норвежская |  |  |  |                                                                 |
|  | клада Цветковые растения |  |                                   |                                   | семейство Розовые |  |                |                |                         |  |  |  |                                                                 |
|  |                          |  | ещё 63 порядка цветковых растений | ещё 63 порядка цветковых растений |                   |  |                | еще 116 родов  | еще 116 родов           |  |  |  |                                                                 |
|  |                          |  |                                   | ещё 63 порядка цветковых растений |                   |  |                |                | еще 116 родов           |  |  |  |                                                                 |

### Синонимы
- Fragaria monspeliensis (L.) Crantz
- Fragaria norvegica (L.) Crantz
- Fragaria parviflora Lam.
- Pentaphyllum norwegicum (L.) Gaertn.
- Potentilla dichotoma Moench
- Potentilla diffusa Willd.
- Potentilla flexuosa Raf.
- Potentilla fragariifolia Hoppe ex Lehm.
- Potentilla geminiflora Schrank
- Potentilla grossa Douglas ex Hook.
- Potentilla gusuleacii Hormuz.
- Potentilla gusuleacii f. prostrata Hormuz.
- Potentilla gusuleacii f. quinata Hormuz.
- Potentilla gusuleacii f. ternata Hormuz.
- Potentilla hirsuta Michx.
- Potentilla labradorica Lehm.
- Potentilla monspeliensis L.
- Potentilla monspeliensis var. labradorica (Lehm.) Fernald
- Potentilla monspeliensis var. norvegica (L.) Farw.
- Potentilla morisonii DC.
- Potentilla norvegica f. degenerata Lehm.
- Potentilla norvegica f. degenerata (Lehm.) Th.Wolf
- Potentilla norvegica f. labradorica (Lehm.) Th.Wolf
- Potentilla norvegica f. parvula Domin
- Potentilla norvegica f. pinguis Petunn.
- Potentilla norvegica subsp. genuina (Th.Wolf) Hyl.
- Potentilla norvegica subsp. hirsuta (Michx.) Hyl.
- Potentilla norvegica subsp. monspeliensis (L.) Asch. & Graebn.
- Potentilla norvegica subsp. norvegica
- Potentilla norvegica var. conferta Kuntze
- Potentilla norvegica var. diffusa (Willd.) Kuntze
- Potentilla norvegica var. genuina Th.Wolf
- Potentilla norvegica var. hirsuta (Michx.) Torr. & A.Gray
- Potentilla norvegica var. labradorica (Lehm.) Fernald
- Potentilla norvegica var. monspeliensis (L.) Th.Wolf
- Potentilla rivalis Rothr.
- Potentilla ruthenica Willd.
- Potentilla ruthenica var. diffusa Nestl.
- Potentilla trifolia Gilib.
- Potentilla trifoliata Gilib.
- Tridophyllum monspeliense (L.) Greene
- Tridophyllum norvegicum (L.) Greene